# Isidore-Justin-Séverin Taylor
Isidore-Justin-Séverin Taylor (ur. 5 października 1789 w Brukseli, zm. 6 września 1879 w Paryżu) – francuski dramaturg, podróżnik i filantrop, ściśle związany z rozwojem francuskiego teatru.